# Atlético Trujillo
Atlético Trujillo foi um clube de futebol da Venezuela. Disputava suas partidas no Estádio José Alberto Pérez com capacidade para 25 000 pessoas.

## História
Fundado em 2007, era conhecido como Trujillanos B que servia de suporte para a equipe do Campeonato Venezuelano Trujillanos Fútbol Club, no mesmo ano de 2007 se transformou em Unión Atlético Trujillo. Beneficiou-se da expansão realizada pela Federación Venezolana de Fútbol tanto na Primeira como na Segunda Divisão superando assim a Segunda Divisão B da Venezuela. Seu técnico era Rodrigo Piñón e seu presidente era Jorge Morales.
No final de 2008, foi campeão da Segunda División de Venezuela e conseguiu o acesso a primeira categoria do futebol venezuelano pela primeira vez em sua história. No entanto, apesar do fato de que cabia a ele o acesso ao Campeonato Venezuelano, não se inscreveria no campeonato na temporada seguinte porque a diretoria do clube iniciou um processo de fusão com o Real Esspor Club com o qual o time se junta à organização e desaparece para dar lugar ao clube da capital.

## Títulos
- Segunda División de Venezuela: 2008-09